# Esterri d'Àneu
Esterri de Aneu là một đô thị trong tỉnh Lleida, cộng đồng tự trị Cataluña Tây Ban Nha. Đô thị Esterri d'Àneu có diện tích là 8,52 ki-lô-mét vuông, dân số năm 2009 là 946 người với mật độ 111,03 người/km². Đô thị Esterri d'Àneu có cự ly km so với tỉnh lỵ Lleida.